# Fluchtversuch (1965)
Fluchtversuch ist ein deutscher Fernsehfilm aus dem Jahr 1965 über einen Fluchtversuch an der innerdeutschen Grenze. Die Geschichte beruht auf einer wahren Begebenheit, die sich im Jahr 1961 ereignete.

## Handlung
Zwei Lastwagen fahren gleichzeitig auf die innerdeutsche Grenze zu und treffen am Grenzübergang Wartha/Herleshausen aufeinander:
Der westdeutsche Spediteur Karl Lindner fährt mit seinem jungen Angestellten Ludwig Bleicher, dem Neffen seiner Frau Erna, nach Westberlin. Die Stimmung zwischen beiden ist angespannt, weil Ludwig zu spät kam und sich schon öfter als unzuverlässig erwies. Karl hatte ihm in Aussicht gestellt, ihn irgendwann zum Teilhaber der Speditionsfirma zu machen, was durch sein Verhalten aber nun in Frage steht. Zudem macht Karl sich Sorgen um seine hochschwangere Frau und ruft sie von unterwegs aus öfter an.
Im Radio hören Karl und Ludwig, dass der Grenzübergang Helmstedt/Marienborn vorübergehend gesperrt ist, weil ein amerikanischer Militärkonvoi auf dem Weg nach Westberlin an der Grenze aufgehalten wurde: Die Soldaten weigern sich, ihre Fahrzeuge zu verlassen und sich zählen zu lassen. Nach langem Überlegen nimmt Karl einen dreistündigen Umweg in Kauf und fährt zum Grenzübergang Wartha/Herleshausen.
Am gleichen Tag in der DDR: Wegen eines groß inszenierten Besuchs zweier sowjetischer Kosmonauten in Erfurt wird dort viel Polizei zusammengezogen. Deshalb hat Ernst Spangenberg, Inhaber einer Reparaturwerkstatt für Spezialfahrzeuge, für diesen Tag die Flucht mit seiner Frau Linda und seinem Angestellten Klaus Palke geplant. Ihm wurde angekündigt, dass seine Firma und sein Haus enteignet werden sollen.
Ernst und Klaus haben wegen eines Reparaturauftrags eine Sondergenehmigung für das Befahren des Grenzgebiets und haben Stahlplatten zusammengeschweißt, mit denen sie kurz vor der Grenze die Fenster ihres LKW abdecken und die Grenze durchbrechen wollen. Vor der Abfahrt treffen sie in der Werkstatt auf ihren Lehrling Gerhard: Er war in den Plan nicht eingeweiht, hat ihn aber durchschaut und will mitgenommen werden. Klaus ist dagegen, Linda und Ernst aber dafür.
Linda und Gerhard fahren mit Eisenbahn und Bus bis zu einem vereinbarten Treffpunkt voraus, wo Klaus und Ernst sie abholen und in der gepanzerten Werkzeugkiste auf der Ladefläche verstecken. Beim Kontrollpunkt am Beginn des 500-Meter-Schutzstreifens bittet ein Grenzsoldat, bis zur Grenze mitgenommen zu werden. Bevor er jedoch zusteigen kann, gibt Klaus Gas und rast auf die Grenze zu. Der Kontrollpunkt alarmiert den Kommandeur des Grenzübergangs, wo sich sofort Soldaten zum Beschuss der Flüchtigen in Deckung legen. In diesem Moment ist die Kontrolle der Ladung von Karl und Ludwig gerade beendet, und ein Grenzsoldat weist Karl an, sofort loszufahren. Er fährt los, hält aber wegen des heranrasenden LKW sofort wieder an, Karl und Ludwig steigen schnell aus, ihr LKW versperrt somit die Straße und der inzwischen von Gewehrschüssen durchlöcherte LKW von Ernst und Klaus kollidiert mit dem von Karl und Ludwig. Klaus wird auf der Flucht von den Grenzsoldaten erschossen, Ernst angeschossen und festgenommen. Die Soldaten öffnen die Werkzeugkiste und nehmen auch Linda fest, Gerhard kann in den Wald fliehen, wird aber verfolgt und kurze Zeit später ebenfalls festgenommen. Karl macht sich große Vorwürfe und überlegt, wie er anders hätte handeln können. Ludwig bestellt einen Abschleppdienst für den kaputten LKW und ruft auch zu Hause an: Erna hat einen Sohn zur Welt gebracht, doch auch über diese frohe Nachricht kann sich Karl in diese Situation nicht wirklich freuen.

## Produktion
Der Film wurde in Schwarzweiß gedreht, vom Südfunk Stuttgart produziert und am 7. Januar 1965 zum ersten Mal ausgestrahlt. 2015 erschien er bei Pidax auf DVD.

## Rezeption
Das Hamburger Abendblatt schrieb am 7. Januar 1965: „Das Spiel, das im Anfang einige Längen hatte, war in jenen Szenen am stärksten, in denen man die Gesichter der Flüchtlinge nach dem Scheitern der Flucht sah: Resignation, Trauer, stille Verzweiflung sprachen aus ihren Mienen. Eine eindrucksvolle Sendung.“
Im zauberspiegel-online.de stand: „Es ist zum Teil Krimi, zum Teil Drama und Politthriller. […] Pidax ist es wiedereinmal gelungen einen Klassiker zu veröffentlichen, der fast aus dem Gedächtnis des deutschen Publikums verschwunden war, aber nichts von seiner inhaltlichen Brisanz verloren hat.“
„‚Fluchtversuch‘ ist, sieht man von der zeittypisch etwas getragenen Handlung mit einigen szenischen Längen einmal ab, ein bewegendes, auch heute noch sehenswertes Zeitdokument aus der Zeit der deutsch-deutschen Teilung mit einem sehr stimmungsvollen Ambiente der 60er Jahre.“